# Nanda Khat
Der Nanda Khat (auch Nandakhat) ist ein 6611 m hoher Berg im indischen Bundesstaat Uttarakhand im Garhwal-Himalaya.
Der Berg befindet sich 8,3 km südlich des Nanda Devi. Der Nordgrat des Nanda Khat führt zum Ostgipfel des Nanda Devi. Nach Südwesten führt ein Bergkamm vom Nanda Khat zum 6663 m hohen Panwali Dwar. Die Erstbesteigung des Nanda Khat fand im Jahr 1931 durch Hugh Ruttledge statt.